# Bollnäs sjukhus
Bollnäs sjukhus är ett av sex sjukhus i Gävleborgs län. 

## Historik
Sjukhuset grundades 1923, under benämningen Bollnäs lasarett, verksamheten flyttades år 1995 till nya lokaler som nu delvis kom att inrymmas i före detta långvårdskliniken, den byggnaden utökades för att rymma sjukhusets all verksamhet. Sjukhuset drivs av Region Gävleborg. Under tiden 2012–2019 drevs det av Aleris. Vid återgången till regionen 2019 bestod personalstyrkan av drygt 400 personer.